# Definitely dead
Definitely dead er en dansk kortfilm fra 2012 med instruktion og manuskript af Jonas Kvist Jensen.

## Handling
En kort western om den unge kvinde Lex, der tjener til sit ensformige liv som prostitueret i en faldefærdig gammel saloon i den lille by Dead End. En morgen vågner hun op ved siden af en kunde, der i nattens løb er afgået ved døden og har efterladt hende et hav af problemer. Snart bliver hendes rival og kollega Nellie indblandet, men hun har ikke umiddelbart de bedste hensigter. Det ændrer sig dog, da en betragtelig sum i guld dukker op midt i rodet. De to piger må indse, at de har valget mellem, på trods af deres forskelligheder, at stå stærkt sammen eller dø hver for sig.